# Incydent koło Wyspy Baengnyeong

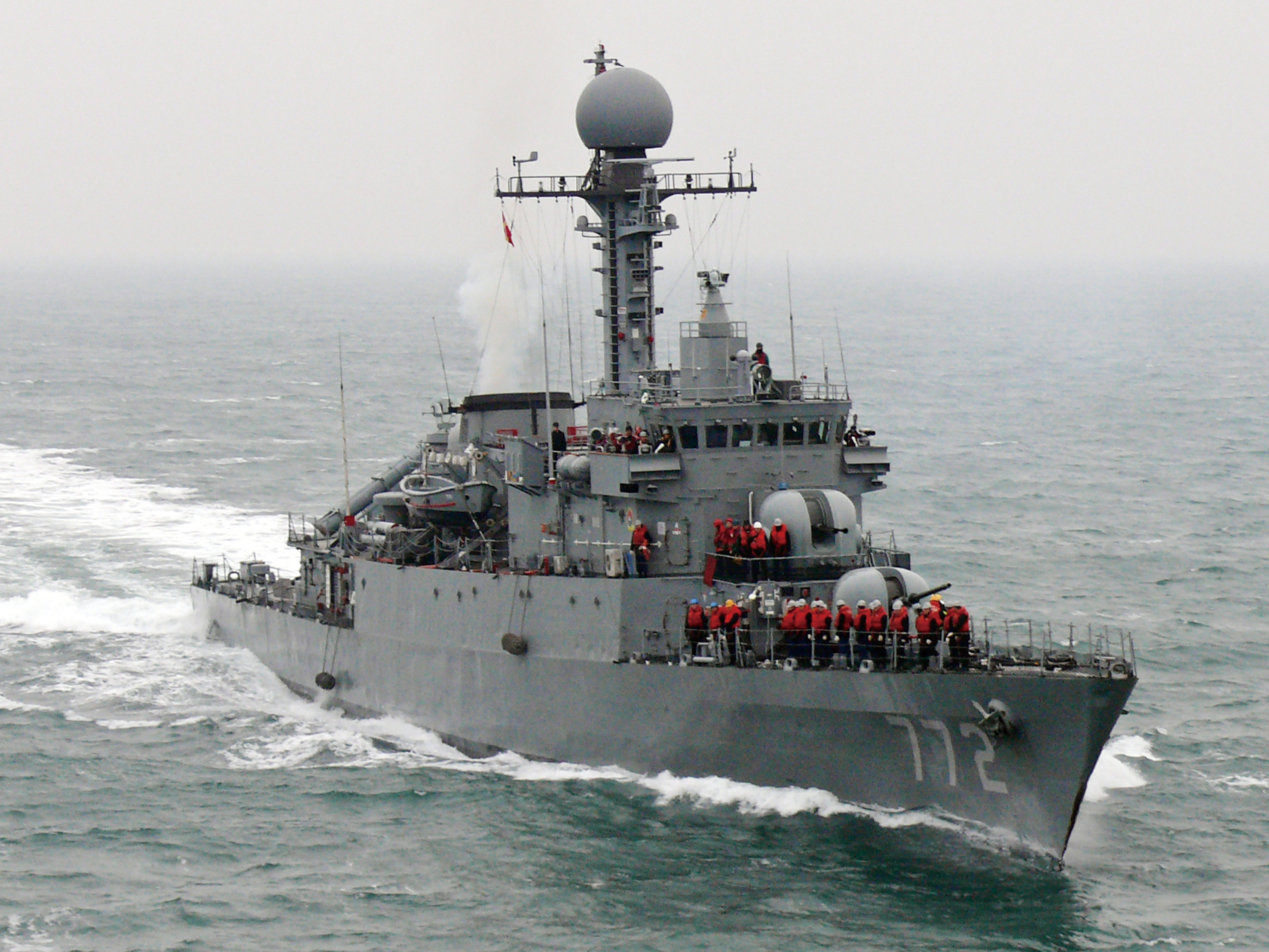
Korweta „Cheonan” zatopiona w wyniku incydentu (zdjęcie wykonane trzy dni wcześniej)

Incydent koło Wyspy Baengnyeong lub zatonięcie korwety „Cheonan” – zatonięcie południowokoreańskiego okrętu wojennego w wyniku trafienia torpedą wystrzeloną z okrętu podwodnego Korei Północnej, które miało miejsce 26 marca 2010 roku na Morzu Żółtym w pobliżu granicy morskiej z Koreą Północną. W wyniku zatonięcia okrętu śmierć poniosło 46 marynarzy.
20 maja 2010 międzynarodowy komitet dochodzeniowy złożony z ekspertów z pięciu państw ogłosił w Seulu, że według ich ekspertyzy północno-koreański okręt podwodny wystrzelił torpedę, która zatopiła południowo-koreańską korwetę w marcu.

## Przebieg incydentu
Incydent miał miejsce w odległości 1,8 km na południowy zachód od Wyspy Baengnyeong. W piątek, 26 marca 2010 roku południowokoreańska korweta „Cheonan” (okręt typu Pohang o wyporności 1200 t., nr boczny 772) patrolowała przygraniczny akwen wraz z innymi południowokoreańskimi jednostkami. O godz. 21:45 (czasu lokalnego) 88-metrowym okrętem wstrząsnął potężny wybuch, w wyniku którego powstała duża wyrwa. Eksplozja zatrzymała silniki. Jednostka przełamała się na dwie części i po trzech godzinach zatonęła.
W odpowiedzi, znajdujące się w pobliżu jednostki południowokoreańskie dokonały „odwetowego ostrzału jednostki z północy”, jednak jak się później okazało było to jedynie stado ptaków.
W kilka godzin po incydencie władze potwierdziły oficjalnie jedynie fakt wybuchu na okręcie i jego zatonięcie kilka godzin później. Południowokoreańskie media błyskawicznie zasugerowały, że był to atak torpedowy jednostki z Północy, chociaż strona północnokoreańska twierdziła, że w rejonie zatonięcia okrętu nie było żadnych jej okrętów. Kilka dni później, rzeczniczka prezydenta Korei Południowej Eun-Hye przekazała, że w momencie katastrofy nie było w tym rejonie oznak aktywności północnokoreańskiej armii. Rzecznik amerykańskiego Departamentu Stanu Philip J. Crowley potwierdził, że nie ma dowodów, iż Korea Północna stoi za incydentem. Obecności północnokoreańskich jednostek nie potwierdził też zwiad satelitarny.

## Akcja ratunkowa
Do akcji ratunkowej przystąpiły jednostki południowokoreańskie (6 z marynarki wojennej i 2 ze straży przybrzeżnej) i na prośbę południowokoreańskiego prezydenta amerykańskie (4 jednostki US Navy). W sumie w całej akcji ratunkowej brały udział 22 jednostki ratownicze, niszczyciele i krążowniki, wspierane dodatkowo przez lotnictwo. Z wody wyłowiono 58 żywych marynarzy ze 104-osobowej załogi (w tym kapitana). 29 marca 50 m. od miejsca katastrofy, na głębokości 25 m. odnaleziono dzięki sonarowi 30-metrowy fragment okrętu (cześć rufową). Działania służb ratunkowych utrudniał silny wiatr, prądy morskie, słaba widoczność i wysokie fale.
4 kwietnia marynarka wojenna Korei Południowej przerwała trwające tydzień poszukiwania zaginionych marynarzy okrętu. Mimo że eksperci marynarki wojennej mówili wielokrotnie w mediach, że uwięzieni na okręcie pod wodą mogą przeżyć jedynie 60–70 godzin, wiele osób żyło nadzieją, że znalezienie marynarzy żywych jest wciąż możliwe. Przerwania poszukiwań domagały się rodziny zaginionych marynarzy. Przedstawiciel rodzin powiedział reporterom, że wystąpiły one do marynarki o przerwanie poszukiwań i skupienie się na wyciągnięciu korwety z dna morza. Ze względu na ciężar okrętu może to potrwać około miesiąca.

## Następstwa
Miejsce zatonięcia okrętu znajdowało się na spornym, przygranicznym akwenie, który w ostatnich latach kilkakrotnie był sceną starć okrętów wojennych obu państw koreańskich. Premier Korei Południowej Chung Un-chan zwołał nadzwyczajne posiedzenie rządu. Prezydent Korei Południowej Lee Myung-bak po spotkaniu z przedstawicielami armii zapowiedział wnikliwe śledztwo. Władze starały się jednak zmniejszać wagę incydentu: „Jest przedwczesne by mówić o przyczynach zatonięcia. Nie jest też jasne czy za atakiem stoi Korea Północna” – mówił rzecznik pałacu prezydenckiego. Jednak 30 marca, nazajutrz po ogłoszeniu przez ministra obrony Korei Południowej Kim Tae-younga, że przyczyną zatonięcia mogła być północnokoreańska mina morska, prezydent postawił wojsko w stan pogotowia.
Krewni ofiar oskarżyli południowokoreańską armię o zatajanie prawdziwych powodów zatonięcia.
Sekretarz Generalny ONZ Ban Ki-moon przesłał listy kondolencyjne do prezydenta Lee Myung-baka oraz rodzin zaginionych marynarzy.

## Przyczyny
Krótko po katastrofie, według BBC, rozważano możliwe przyczyny katastrofy: albo doszło do przypadkowego wybuchu przewożonego ładunku, albo jednostka wpłynęła na skały lub miny morskie, albo „Cheonan” został celowo zaatakowany przez obce wojska. 29 marca południowokoreański minister obrony Kim Tae-young wyraził przypuszczenie, że Pjongjang mógł umyślnie użyć swoich min lub że statek mogła uszkodzić mina z czasów wojny 1950–1953. Jak dodał, Korea Północna rozmieściła podczas wojny około 3 tys. min produkcji radzieckiej, a na wodach przy zachodnim wybrzeżu półwyspu nie ma ładunków południowokoreańskich.
Pierwszy raz jednoznacznie winą za katastrofę Koreę Północną obarczył 19 maja 2010 minister spraw zagranicznych Korei Południowej Yu Myung-hwan.
20 maja 2010 międzynarodowy komitet dochodzeniowy złożony z ekspertów z pięciu państw ogłosił w Seulu, że według ich ekspertyzy północno-koreański okręt podwodny wystrzelił torpedę, która zatopiła południowo-koreańską korwetę w marcu.
Po opublikowaniu raportu Korea Południowa poinformowała, iż podejmie stanowcze kroki wobec komunistycznego sąsiada i będzie szukała międzynarodowego poparcia, by Pjongjang przyznał się do winy. Natomiast Korea Północna zagroziła, iż w wypadku wprowadzenia nowych sankcji podejmie stanowcze kroki, nie wykluczając wznowienia działań wojennych.

## Tło polityczne incydentu
Analiza zatonięcia okrętu „Cheonan” i próba ustalenia przyczyn katastrofy wymaga uwzględnienia sytuacji politycznej na Półwyspie Koreańskim. Od 1953 roku, kiedy podpisano rozejm wstrzymujący działania wojenne na Półwyspie Koreańskim oba kraje pozostają formalnie w stanie wojny. Obecnie, sytuację wyczerpanej Północy i jej gospodarki pogarsza budowa arsenału nuklearnego i skutki nieudanej reformy pieniężnej.
Miejsce zatonięcia okrętu znajduje się na spornym przygranicznym akwenie, który w ostatnich latach kilkakrotnie był sceną starć okrętów wojennych obu państw koreańskich. Pjongjang nie skomentował w żaden sposób wypadku na Morzu Żółtym, a północnokoreańskie media w ogóle milczały na ten temat. Korea Północna nie uznaje morskiej linii granicznej ustanowionej pod koniec wojny koreańskiej. Okręty obu Korei stoczyły w listopadzie 2009 roku w pobliżu spornej granicy potyczkę, w której zginął północnokoreański marynarz, a trzech zostało rannych. Do podobnych starć doszło w 1999 i 2002 roku. W styczniu 2010 okręty obu państw ostrzeliwały się, ale obyło się bez ofiar. 26 stycznia 2010 Pjongjang ogłosił zakaz wpływania na wody wzdłuż północnokoreańskiego zachodniego wybrzeża Morza Żółtego. Incydent wydaje się najpoważniejszym w ciągu ostatniej dekady, a doszło do niego w okresie, gdy Korea Północna szykuje się do sukcesji po schorowanym 67-letnim Kim Dzong Ilu. Wiadomo, że kilka godzin przed incydentem północnokoreańska armia ogłosiła komunikat skierowany do Seulu i Waszyngtonu: „Ci, którzy chcą obalić system panujący w Korei Północnej niezależnie od tego, czy odgrywają aktywną, czy bierną rolę, padną ofiarami bezprecedensowych ataków nuklearnych niezwyciężonej armii”. Jak napisała północnokoreańska agencja prasowa, to reakcja Pjongjangu na opublikowany przez seulskie media raport o przygotowywanych planach na wypadek destabilizacji w Korei Północnej.